# Earth Shaker Rock
Earth Shaker Rock es un álbum recopilatorio que contiene canciones de la banda de heavy metal Warlock, y de los dos primeros discos como solista de la cantante Doro. Fue lanzado en formato CD en 1999 por el sello Connoisseur Collection.

## Lista de canciones
| N.º | Título                            | Escritor(es)                                                            | del álbum                  | Duración |  |
| 1.  | «Burning the Witches»             | Rudy Graf                                                               | Burning the Witches (1984) | 4:26     |  |
| 2.  | «Metal Racer»                     | Graf                                                                    | Burning the Witches        | 3:47     |  |
| 3.  | «Hellbound» (live)                | Peter Szigeti, Henri Staroste, Doro, Frank Rittel, Michael Eurich, Graf | Hellbound (1985)           | 3:40     |  |
| 4.  | «Earthshaker Rock»                | Graf, Rittel, Pesch, Szigeti, Eurich                                    | Hellbound                  | 3:25     |  |
| 5.  | «Time to Die»                     | Graf, Staroste, Pesch, Rittel, Szigeti, Eurich                          | Hellbound                  | 4:29     |  |
| 6.  | «Love in the Danger Zone»         | Szigeti, Staroste, Pesch, René Maué                                     | True as Steel (1986)       | 4:13     |  |
| 7.  | «True as Steel»                   | Niko Arvanitis, Staroste, Pesch, Maué                                   | True as Steel              | 3:30     |  |
| 8.  | «All We Are»                      | Pesch, Joey Balin                                                       | Triumph and Agony (1987)   | 3:13     |  |
| 9.  | «Three Minute Warning»            | Pesch, Balin                                                            | Triumph and Agony          | 2:30     |  |
| 10. | «I Rule the Ruins»                | Pesch, Balin                                                            | Triumph and Agony          | 4:01     |  |
| 11. | «Metal Tango»                     | Pesch, Arvanitis, Balin                                                 | Triumph and Agony          | 4:19     |  |
| 12. | «Für immer»                       | Pesch, Balin                                                            | Triumph and Agony          | 4:46     |  |
| 13. | «Hellraiser»                      | Pesch, Tommy Henriksen, Balin                                           | Force Majeure (1989)       | 4:48     |  |
| 14. | «Angels with Dirty Faces»         | Pesch, Balin                                                            | Force Majeure              | 3:58     |  |
| 15. | «Under the Gun»                   | Pesch, Jon Levin, Henriksen, Balin                                      | Force Majeure              | 3:51     |  |
| 16. | «Something Wicked This Way Comes» | Gene Simmons                                                            | Doro (1990)                | 5:17     |  |